# NGC 2712
NGC 2712 (również PGC 25248 lub UGC 4708) – galaktyka spiralna z poprzeczką (SBb), znajdująca się w gwiazdozbiorze Rysia. Odkrył ją John Herschel 19 marca 1828 roku.